# Fara v Dobré Vodě (Horní Stropnice)
Fara na Dobré Vodě se nachází naproti průčelí kostela Panny Marie Těšitelky v Dobré Vodě. Byla dokončena v roce 1719 a od následujícího roku byla osídlena farářem. V přízemí se nacházejí stropy klenuté, v patře fabiónové. Fara má trojosé průčelí s trojúhelníkovým štítem rozděleným dvěma římsami, kdy střední část je dělena pilastry. V posledních letech[kdy?] prošla zásadní rekonstrukcí.

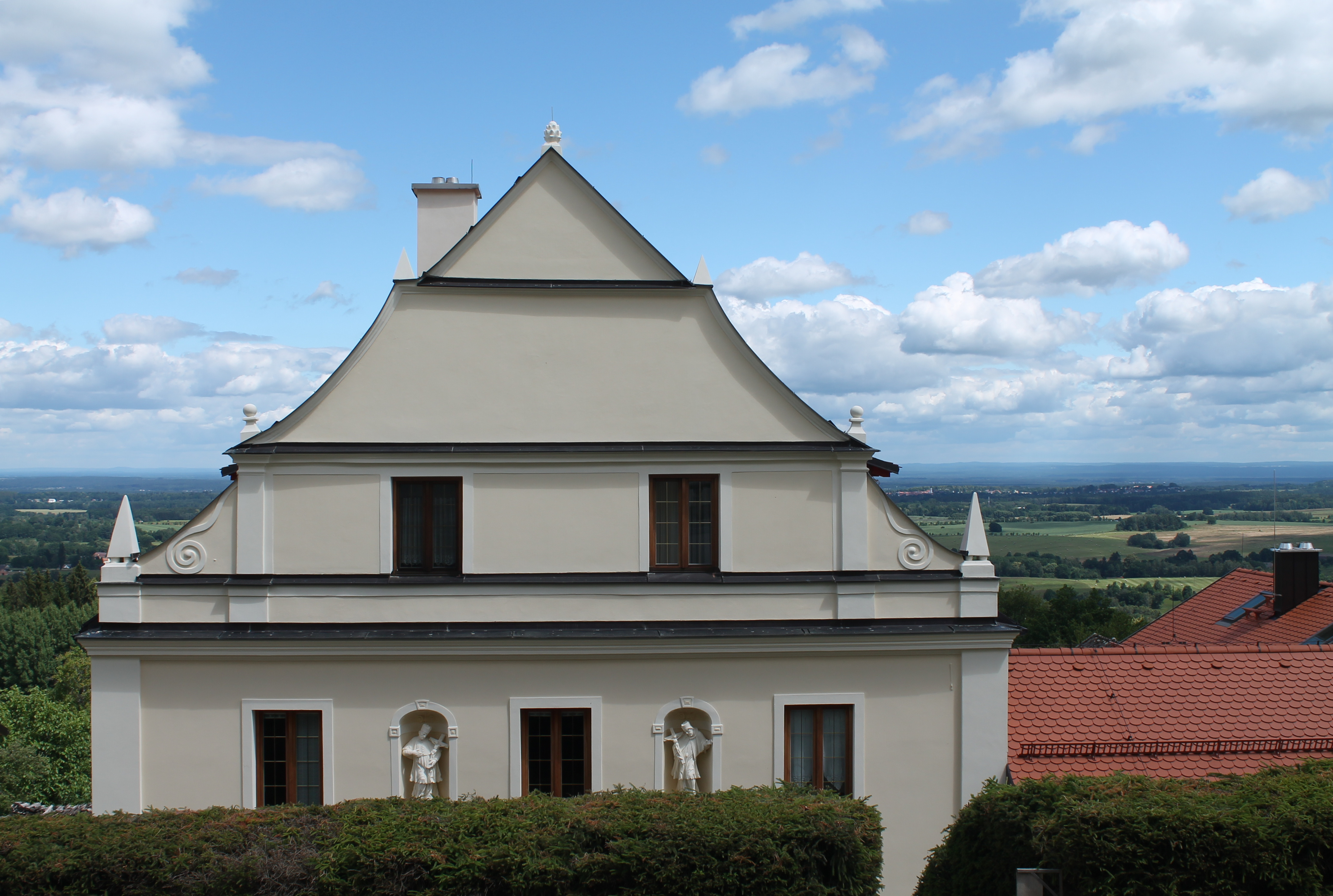
Průčelí fary